# パラグアイ (砲艦)
パラグアイ (Paraguay) はパラグアイ海軍の砲艦。パラグアイ級。

## 艦歴
1929年4月21日、ジェノバ、Sestri Ponenteのオデロ社で起工。1930年6月22日進水。当初の艦名は「Comodoro Meza」であったが、1930年7月30日に「パラグアイ」に改名された。1931年2月14日にジェノバを離れて5月5日にアスンシオンに到着し、5月13日に就役した。
1931年8月24日に「パラグアイ」はPuerto Casadoへ向かい、帰路で座礁したが損傷はなかった。チャコ戦争では輸送任務に従事し、戦闘は経験しなかった。
1936年のFebruary Revolutionの際、Director General of the Navy, Honorio BenitezとChief of the Flotilla, Rudolfo Martinezは大統領Eusebio Ayalaを「パラグアイ」へ退避させた。しかし政府側が不利になると態度を反転させ、政府側の軍が降伏するまで大統領を拘束すると宣言した。
1947年、反乱が発生。ブエノス・アイレスで修理中であった「パラグアイ」と「ウマイタ」でも5月7日に反乱が発生し、両艦はパラグアイへ向かった。7月11日、Cerrito島沖で「ウマイタ」は爆撃を受けて被弾。その後も「パラグアイ」と座礁した「ウマイタ」は航空攻撃を受け、またCerrito島に配置された大砲も「ウマイタ」を攻撃した。反乱者の一部は上陸して陣地を作ったが、襲撃を受けて捕えられた。「ウマイタ」が離礁に成功すると2隻は8月13日にパラグアイ川への水路の突破を図ったが、陸上からの砲撃を受けて退き、8月15日にItá Ibatéで抑留された。
1955年9月のRevolución Libertadoraの際には大統領フアン・ペロンがブエノス・アイレスにあった「パラグアイ」へ逃れている。
1868年、第1ボイラーで火災が発生。タービンや第2ボイラーがその火災による損傷を受けていたことが1972年に明らかとなり、以後は練習艦としての運用となった。